# Clubiona ludhianaensis
Clubiona ludhianaensis este o specie de păianjeni din genul Clubiona, familia Clubionidae, descrisă de Tikader, 1976. Conform Catalogue of Life specia Clubiona ludhianaensis nu are subspecii cunoscute.